# 松平由重
松平 由重（まつだいら よししげ、大永3年（1523年） - 慶長8年10月25日（1603年11月27日））は、戦国時代から江戸時代初期の武将。通称隼人佐、太郎左衛門。

## 略歴
徳川家康に仕え、永禄3年（1560年）刈谷の戦いで深手を負った。傷は癒えても身体が思うようにならず松平郷に隠居した。慶長8年（1603年）10月25日死去、享年81。法名浄林。墓所は晴暗寺（愛知県豊田市）

## 系譜
『寛政重修諸家譜』より
- 父:松平信吉
- 兄:松平重長
- 妻:某氏娘
  - 長男:松平尚栄
  - 二男:松平信晴（信春とも）